# Styringomyia stuckenbergi
Styringomyia stuckenbergi är en tvåvingeart som beskrevs av Alexander 1958. Styringomyia stuckenbergi ingår i släktet Styringomyia och familjen småharkrankar. Inga underarter finns listade i Catalogue of Life.